# Държавно устройство на Северна Македония
Северна Македония е полупрезидентска република, начело с президент.

## Президент
Президентът е избиран за срок от 5 години.

## Законодателна власт
Законодателен орган е Събранието на Северна Македония състоящо се от 120 депутата, избирани за 4 години.

## Изпълнителна власт
Изпълнителен орган е правителството начело с министър-председател. Конституцията е най-висшият закон в държавата.